# 존 갈리아노
존 찰스 갈리아노(영어: John Charles Galliano, 1960년 11월 28일 ~ )는 지브롤터에서 태어난 영국의 패션 디자이너이다. 1996년 크리스티앙 디오르의 수석 디자이너가 되었으나, 2011년 2월 파리에서의 발언이 인종차별 논란을 불러 같은 해 3월 1일 해임되었다.
이후 갈리아노는 재판에서 유죄 판결을 받았고, 피해자 2명 및 그에게 소송을 제기한 단체에 대해 벌금으로 각각 1만 유로를 지불하라는 명령을 받았다.

## 경력
- 1990년 파리 기성복 컬렉션
- 1995년~1996년 지방시(Givenchy) 수석 디자이너
- 1996년~2011년 크리스티앙 디오르 수석 디자이너
- 2015년~ 메종 마르지엘라(Maison Margiela) 수석 디자이너

## 상훈
- 1987년 올해의 여성복 디자이너상
- 1994년 올해의 여성복 디자이너상
- 1995년 올해의 여성복 디자이너상
- 1997년 올해의 여성복 디자이너상
- 2001년 대영 제국 훈장 3등급(CBE) 수훈[2]